# Melétios z Antiochie

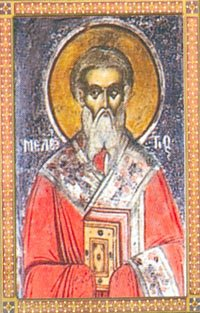
Melétios z Antiochie.

Svatý Melétios z Antiochie († 381) byl patriarchou v Antiochii od roku 360 až do své smrti.

## Život
Narodil se v Meliténé v Arménii bohatým rodičům. První zprávu o něj máme kolem roku 357, kdy je zmiňován jako jeden z podpůrců caesarijského biskupa Akákia, který vedl stranu biskupů podporující homoiánskou formuli víry, navrženou císařem Constantiem II. jako kompromis mezi homoúsiány a homoiúsiány. Melétios se stal po Eustathiovi biskupem v Sebaste, jehož sesadila homoúsiánská synoda. Proti tomuto zvolení se postavila část homoiúsiánů a Melétios se stáhl do Beroje.
Podle Sókrata Scholastika se zúčastnil Seleukijské synody na podzim roku 359, kde podepsal Akákiovu formuli. Na začátku roku 360 se po Eudoxiovi, jenž byl jmenován biskupem v Konstantinopoli, stává biskupem v Antiochii. Z důvodů, které zůstávají neznámy, byl roku 361 poslán do exilu.
V Antiochii měl nadále Melétios dostatek stoupenců, kteří se neúčastnili bohoslužeb nového biskupa Euzoia, a pořádali své vlastní – tak vzniklo tzv. melétiánské schizma. Celé schizma bylo velmi složitým problémem, k němuž přispěla i skutečnost, že ve městě existovala i poměrně silná protiariánská skupina, která zachovávala striktní výklad homoúsiánské formule předešlého biskupa Eustathia; tu vedl presbyter Paulinos.
Alexandrijská synoda poslala své zástupce, aby dohodli příměří mezi oběma protiáriánskými církvemi, avšak mezitím biskup Lucifer z Calaris vysvětil Paulina na biskupa, neboť se Melétios vrátil s počátkem vlády Iuliana Apostaty. Nyní tedy již v Antiochii existovali vedle sebe tři biskupové. Ortodoxní nikajská strana vedená Athanasiem zachovávala společenství pouze s Paulinem. Ariánský císař Valens poslal Melétia do exilu. V roce 375 byl Vitalius, jeden z Melétiových presbyterů, vysvěcen na biskupa heretickým biskupem Apollinariem z Laodiceje. Tato situace vystupňovala již dlouho trvající konflikt.
V tomto období se Melétios přikláněl stále více k Nikajskému vyznání. Basil z Caesareje dopomohl k tomu, aby byl Melétios při návratu z exilu přivítán jako vůdce východní ortodoxie. Tak se stalo, že v říjnu 379 předsedal antiošské synodě, během níž došlo k základní dogmatické shodě mezi Východem a Západem. Dopomohl Grégoriovi z Nazianzu k biskupskému stolci v Konstantinopoli, vysvětil jej na biskupa a předsedal také druhému ekumenickému koncilu, který se roku 381 v Konstantinopoli sešel (První konstantinopolský koncil).
Krátce po zahájení tohoto koncilu však Melétios zemřel. Císař Theodosius I. nechal jeho tělo dopravit do Antiochie se zvláštními poctami. Avšak melétiánské schizma jeho smrtí neskončio. Navzdory snahám Grégoria z Nazianzu a západních biskupů biskupové odmítli uznat Paulina jako jediného biskupa Antiochie a za Melétiova nástupce byl vybrán Flavianos. Eustathiovi přívrženci zvolili Euagria po smrti Paulinově a celé schisma skončilo až roku 415, kdy se jediným biskupem v Antiochii stal Flavianos.